# Норманн, Матиас
Мати́ас Но́рманн (норв. Mathias Antonsen Normann; род. 28 мая 1996, Свольвер, Нурланн) — норвежский футболист, полузащитник клуба «Аль-Раед».

## Биография

### Клубная карьера
Начал заниматься футболом в клубе «Свольвер» из своего родного города, в составе которого дебютировал в 5 дивизионе чемпионата Норвегии. В 2012 году пополнил состав клуба «Луфутен» игравшего в 3 норвежском дивизионе. В следующем году перешёл в клуб «Будё-Глимт» из первого дивизиона, играл за молодёжный состав.
24 апреля 2014 года официально дебютировал в составе клуба в матче первого раунда Кубка Норвегии 2014 года, это было единственное появление в основном составе клуба в году.
23 января 2015 года пополнил состав клуба «Алта» в качестве арендованного игрока клуба 2 дивизиона. Дебютировал 19 апреля, в матче с клубом «Ноттодена» (3:3). 14 июня забил свой первый гол в ворота команды «Лоренског».
Вернувшись в «Будё-Глимт» после окончания срока аренды, 13 марта 2016 года дебютировал в Элитсерии (высшей лиге чемпионата Норвегии), вышел на замену при счете 2:0 в мачте против клуба «Согндал». Сезон клуб закончил на пятнадцатом месте и покинул элитный дивизион.
Норманн оставался в команде до 20 июля 2017 года, после чего заключил трехлетний контракт с клубом английской премьер-лиги «Брайтон энд Хоув Альбион». 16 августа 2017 года клуб объявил, что отдает футболиста в аренду в «Молде». Первую игру за свой новый норвежский клуб Норманн провел 27 августа, заменив Исака Ссеванкамбо в матче против «Кристиансунна», в 1/4 кубка Норвегии 2017 года.
26 января 2018 года «Молде» объявил, что достиг соглашения о продлении аренды игрока до лета 2018 года. В январе 2019 года перешел в состав российского клуба «Ростов», в 2020 году переподписал контракт с клубом до 2024 года. Летом 2022 года перешёл в «Динамо» на правах аренды (на год с возможностью выкупа).
В августе 2023 года направил письмо в «Ростов» и «Динамо» о расторжении своего контракта, по причине того, что в здание «Москва-Сити» врезались дроны, и перешёл в клуб из Саудовской Аравии «Аль-Раед».

### Карьера в сборной
Норманн представлял Норвегию в сборных: до 17 лет, до 18 лет и до 21 года. Впервые в юношескую сборную Норвегии был вызван 3 ноября 2016 года на серию товарищеских матчей против сборных Словакии и Чехии соответственно 12 и 15 ноября, однако места на поле в этих матчах не получил. Дебют состоялся 5 октября 2017 года, когда он вышел на поле в матче против сборной Ирландии, в отборочном матче к молодежному Чемпионату Европы 2019 года.
5 сентября 2019 года в матче против сборной Мальты, дебютировал за сборную Норвегии, выйдя на замену во втором тайме.

## Статистика

### Матчи Норманна за сборную Норвегии
| Матчи Норманна за сборную Норвегии | Матчи Норманна за сборную Норвегии | Матчи Норманна за сборную Норвегии | Матчи Норманна за сборную Норвегии | Матчи Норманна за сборную Норвегии | Матчи Норманна за сборную Норвегии |
| ---------------------------------- | ---------------------------------- | ---------------------------------- | ---------------------------------- | ---------------------------------- | ---------------------------------- |
| №                                  | Дата                               | Соперник                           | Счёт                               | Голы Норманна                      | Соревнование                       |
| 1                                  | 5 сентября 2019                    | Мальта                             | 2:0                                | —                                  | Чемпионат Европы 2020 (отбор)      |
| 2                                  | 15 октября 2019                    | Румыния                            | 1:1                                | —                                  | Чемпионат Европы 2020 (отбор)      |
| 3                                  | 4 сентября 2020                    | Австрия                            | 1:2                                | —                                  | Лига наций УЕФА 2020/2021          |
| 4                                  | 7 сентября 2020                    | Северная Ирландия                  | 5:1                                | —                                  | Лига наций УЕФА 2020/2021          |
| 5                                  | 8 октября 2020                     | Сербия                             | 1:2                                | 1                                  | Чемпионат Европы 2020 (отбор)      |
| 6                                  | 11 октября 2020                    | Румыния                            | 4:0                                | —                                  | Лига наций УЕФА 2020/2021          |
| 7                                  | 14 октября 2020                    | Северная Ирландия                  | 1:0                                | —                                  | Лига наций УЕФА 2020/2021          |
| 8                                  | 1 сентября 2021                    | Нидерланды                         | 1:1                                | —                                  | Чемпионат мира 2022 (отбор)        |
| 9                                  | 4 сентября 2021                    | Латвия                             | 2:0                                | —                                  | Чемпионат мира 2022 (отбор)        |
| 10                                 | 13 ноября 2021                     | Латвия                             | 0:0                                | —                                  | Чемпионат мира 2022 (отбор)        |
| 11                                 | 16 ноября 2021                     | Нидерланды                         | 0:2                                | —                                  | Чемпионат мира 2022 (отбор)        |
| 12                                 | 25 марта 2022                      | Словакия                           | 2:0                                | —                                  | Товарищеский матч                  |

Итого: 12 матчей / 1 гол; 6 побед, 3 ничьи, 3 поражения.

## Достижения
Личные
- Включён в список 33 лучших футболистов чемпионата России: 2019/20 (№ 3)